# Irving G. Thalberg Memorial Award
De Irving G. Thalberg Memorial Award is een filmprijs die periodiek uitgereikt wordt door de Academy of Motion Picture Arts and Sciences aan creatieve filmproducenten van wie het werk in de filmindustrie van constante hoge kwaliteit getuigt. Sinds 2009 gebeurt dit op de Governors Awards, voordien werd de award uitgereikt tijdens de Oscaruitreiking. De prijs is genoemd naar Irving Thalberg, filmproducent en hoofd van de productieafdeling bij Metro-Goldwyn-Mayer. De trofee is een buste van Thalberg en dus geen klassiek Oscarbeeldje.  

## Ontvangers
- 1937: Darryl F. Zanuck
- 1938: Hal B. Wallis[1]
  - Samuel Goldwyn
  - Joe Pasternak
  - David O. Selznick
  - Hunt Stromberg
  - Walter Wanger
  - Darryl F. Zanuck
- 1939: David O. Selznick
- 1941: Walt Disney
- 1942: Sidney Franklin
- 1943: Hal B. Wallis
- 1944: Darryl F. Zanuck
- 1946: Samuel Goldwyn
- 1948: Jerry Wald
- 1950: Darryl F. Zanuck
- 1951: Arthur Freed
- 1952: Cecil B. DeMille
- 1953: George Stevens
- 1956: Buddy Adler
- 1958: Jack L. Warner
- 1961: Stanley Kramer
- 1963: Sam Spiegel
- 1965: William Wyler
- 1966: Robert Wise
- 1967: Alfred Hitchcock
- 1970: Ingmar Bergman
- 1973: Lawrence Weingarten
- 1975: Mervyn LeRoy
- 1976: Pandro S. Berman
- 1977: Walter Mirisch
- 1979: Ray Stark
- 1981: Albert R. Broccoli
- 1986: Steven Spielberg
- 1987: Billy Wilder
- 1990: David Brown en Richard D. Zanuck
- 1991: George Lucas
- 1994: Clint Eastwood
- 1996: Saul Zaentz
- 1998: Norman Jewison
- 1999: Warren Beatty
- 2000: Dino De Laurentiis
- 2009: John Calley
- 2010: Francis Ford Coppola
- 2018: Kathleen Kennedy en Frank Marshall